# Институт мерзлотоведения имени В. А. Обручева АН СССР
Институ́т мерзлотове́дения и́мени В. А. О́бручева (ИНМЕРО АН СССР) — научно-исследовательский институт в области мерзлотоведения, существовавший в СССР в 1939—1963 годах. Являлся преемником Комитета вечной мерзлоты Академии наук СССР. Носил имя своего первого директора академика В. А. Обручева, когда он им руководил.
Первоначально входил в структуру АН СССР, с 1961 года находился в составе Академии строительства и архитектуры СССР. В 1960 году на базе части активов ИНМЕРО создан Институт мерзлотоведения им. П. И. Мельникова СО РАН.

## История

### Комиссия по изучению вечной мерзлоты
В 1929 году автор книги «Вечная мерзлота почвы в пределах СССР» (1927 год) М. И. Сумгин совместно с академиком В. И. Вернадским подал в Президиум Академии наук СССР докладную записку о необходимости организации при Академии научно-исследовательского центра по вечной мерзлоте. АН СССР созвала по данному вопросу совещание, на котором М. И. Сумгин сделал доклад об изученности вечной мерзлоты и перспективах её дальнейшего изучения в народнохозяйственных целях. По результатам совещания 20 декабря 1929 года того же года на базе географического отдела Комиссии по изучению естественных производительных сил России была создана Комиссия по изучению вечной мерзлоты (КИВМ) под председательством академика В. А. Обручева, при учёном секретаре М. И. Сумгине.
В качестве основных задач КИВМ было определено изучение явления вечной мерзлоты на территории СССР и сопредельных стран, выработка методологии и подготовка кадров исследователей. В марте 1934 года КИВМ была включена в состав Почвенного института, в 1935 году вошла в Геологическую ассоциацию. За время своего существования КИВМ провела 5 совещаний по вечной мерзлоте.

### Комитет вечной мерзлоты
15 мая 1936 года КИВМ реорганизована в Комитет вечной мерзлоты (КОВМ). В августе 1938 года АН СССР получила от Главсевморпути три мерзлотные станции: Игарскую, Воркутинскую и Анадырскую. 14 марта 1939 года все мерзлотные станции были переданы в КОВМ.

### Институт мерзлотоведения АН СССР

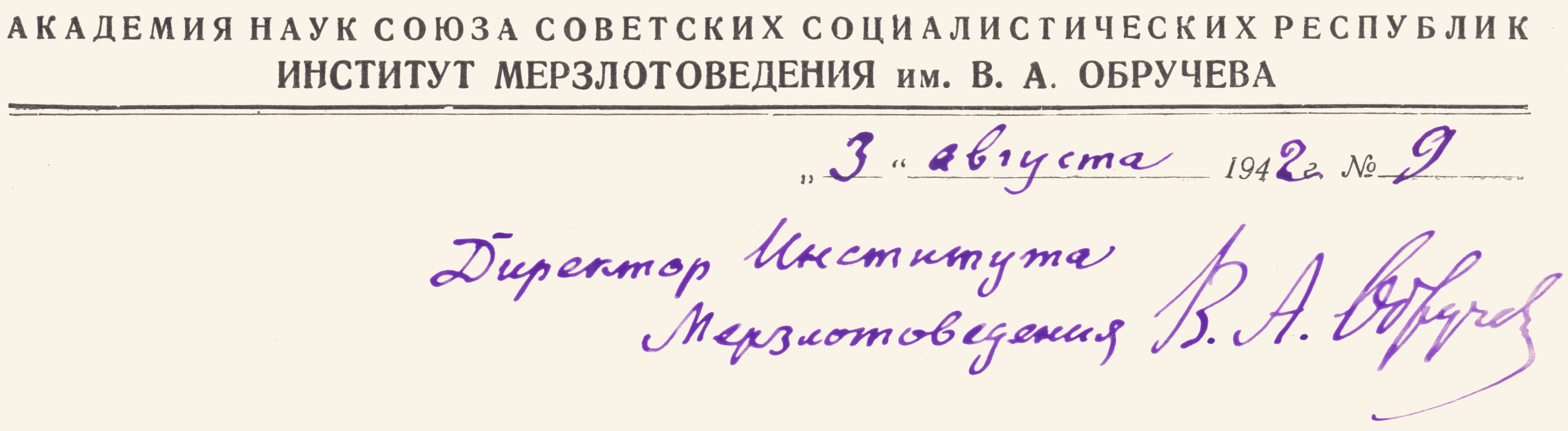
Бланк института и подпись директора, 1942

20 июня 1939 года Президиум АН СССР реорганизовал КОВМ в Институт мерзлотоведения. 8 июля того же года в состав Института передана Мерзлотная лаборатория Института геологических наук (ИГН АН СССР). В 1940-х годах Институт мерзлотоведения находился в ИГН АН СССР по адресу Москва, 17, Пыжёвский переулок дом 7 (Телеграф: Москва-ИНМЕРО, телефон В-1-47-91)
В 1941 году образована Якутская научно-исследовательская мерзлотная станция (ЯНИМС), в 1953 году — Алданская.
Во время Великой Отечественной войны Институт находился в эвакуации в Сыктывкаре (1941—1942 годы). В те же годы сотрудники ИНМЕРО привлекались Инженерным комитетом РККА к мерзлотно-геологическим изысканиям, необходимым для проектирования военных аэродромов на Чукотке, в Магаданской области, Якутии, через которые осуществлялись поставки по ленд-лизу (Алсиб). Институт участвовал в мероприятиях Международного геофизического года (1957—1959) по направлению гляциологии.
После смерти в 1956 году многолетнего директора Института академика В. А. Обручева в ИНМЕРО начались структурные преобразования. 2 марта 1956 года ЯНИМС была преобразована в Северо-Восточное отделение Института, а 18 октября 1957 года Воркутинская научно-исследовательская мерзлотная станция реорганизована в Северное отделение. В 1959 году П. Ф. Швецова сменил на посту директора ИНМЕРО П. А. Шумский, обладавший собственным взглядом на развитие научного учреждения. В частности, поднимался вопрос о переименовании учреждения в Институт криологии Земли АН СССР.
В условиях постоянных преобразований директор Северо-Восточного отделения П. И. Мельников взял курс на самостоятельность. Постановлением Президиума АН СССР от 16 сентября 1960 года № 899 было решено передать Северо-Восточное отделение Института мерзлотоведения вместе с Игарской, Алданской и Анадырской научно-исследовательскими мерзлотными станциями в Сибирское отделение Академии наук для организации Института мерзлотоведения Сибирского отделения АН в Якутске.

### Институт мерзлотоведения Госстроя
Во исполнение постановления ЦК КПСС и Совета Министров СССР от 3 апреля 1961 года № 299 Институт мерзлотоведения вместе с Северным отделением и Загорским стационаром был передан из структуры Академии наук в ведение Госстроя СССР. Инициатором закрытия московского Института мерзлотоведения считается Н. С. Хрущёв, который распорядился перевести мерзлотоведов в Красноярск, так как «следует приблизить их к объекту исследований». Вопрос о передаче ИНМЕРО в Сибирское отделение АН рассматривался Президиумом АН СССР ещё 2 октября 1959 года, и был частично решён только спустя год путём реорганизации Северо-Восточного отделения в самостоятельный Институт мерзлотоведения в Якутске.
В «Комсомольской правде» за авторством В. С. Губарева вышла заметка под заголовком «Прохладно… к мерзлоте», в которой критиковалось решение о закрытии ИНМЕРО в Москве, сообщалось об обращении в Президиум Академии наук академиков И. П. Герасимова, А. А. Григорьева, Д. И. Щербакова, член-корреспондентов Г. А. Авсюка, Н. А. Цытовича, П. Ф. Швецова, докторов наук В. А. Кудрявцева, П. И. Мельникова и П. А. Шумского с просьбой о пересмотре решения.
Институт находился в составе Академии строительства и архитектуры СССР до её ликвидации в 1963 году. Приказом Госстроя СССР от 19 декабря 1963 года в связи с ликвидацией Института мерзлотоведения Северное отделение было передано Научно-исследовательскому институту оснований и подземных сооружений (НИИОСП).

## Структура

### Руководство
Директора Института:
- 1939—1956 годы — Обручев, Владимир Афанасьевич, заместитель Чекотилло, Андрей Маркович
- 1957—1958 годы — Швецов, Пётр Филимонович
- 1959—1961 годы — Шумский, Пётр Александрович[3]

Учёные секретари:
- 1948—1957 годы — Ушаков, Георгий Алексеевич

### Отделы
По состоянию на 10 января 1944 года в ИНМЕРО входили отдел общего мерзлотоведения и отдел инженерного мерзлотоведения. 11 декабря 1947 года был образован отдел по изучению льда и снега, однако 2 августа 1950 года его присоединили к Центральной мерзлотной лаборатории. К моменту передачи Института из системы АН в Госстрой в 1961 году в структуре ИНМЕРО насчитывался только отдел региональной и исторической криологии.
Заведующие отделами:
- Колосков, Павел Иванович (1887—1968) — климатолог, доктор географических наук (1936).

### Лаборатории
Первоначально существовала только Мерзлотная лаборатория, после 1946 года появились также следующие лаборатории:
- физико-химии мёрзлых горных пород, льда и снега;
- теплофизики мёрзлых горных пород, льда и снега;
- механики мёрзлых грунтов, льда и снега[3].

### Мерзлотные станции
Игарская
Игарская научно-исследовательская мерзлотная станция (ИНИМС) создана в 1930 году по инициативе инженера треста «Северстрой» Н. И. Быкова первоначально в качестве мерзлотной лаборатории. 19 августа того же года лаборатория преобразована в мерзлотную станцию Горно-геологического управления Главсевморпути, первые исследования на ней были выполнены Н. А. Цытовичем. После перевода Быкова на Сковородинскую опытную мерзлотную станцию Бамлага ИНИМС в 1935—1938 годах возглавлял П. И. Мельников. При участии Мельникова станция проводила изучение мерзлотных, инженерно-геологических и гидрогеологических условий района города Игарка, пионерные экспериментальные исследования с мёрзлыми грунтами в подземной лаборатории. Подземная лаборатория была построена в 1936 году в толще льдистых многолетнемёрзлых пород на глубине 8—14 метров.
В 1950-х годах ИНИМС изучала возможности строительства на вечномёрзлых грунтах в следующих местах: район озера Ессей в Эвенкии, строительные площадки Красноярского алюминиевого завода и Ангаро-Питского железнорудного бассейна, район строительства Усть-Хантайской ГЭС. В 1960 году станция передана из ИНМЕРО в якутский Институт мерзлотоведения Сибирского отделения АН. С 19 марта 1965 года берёт свой отчёт открытый на базе ИНИМС Музей вечной мерзлоты — так впервые была реализована высказанная в 1937 году М. И. Сумгиным идея создания подземного музея-холодильника.
Анадырская
Анадырская научно-исследовательская мерзлотная станция создана летом 1935 года инспектором Комиссии по изучению вечной мерзлоты АН СССР С. П. Качуриным на Чукотке, в устье реки Анадырь. Первая смена станции состояла из начальника П. Ф. Швецова и техника С. Н. Карташова, в сентябре 1936 года их сменили отец и сын А. П. и П. А. Соловьёвы. В 1948 и 1955 годах сотрудники станции исследовали кратерное озеро Эльгыгытгын. В 1960 году станция передана в Институт мерзлотоведения Сибирского отделения АН.
Воркутинская
Воркутинская научно-исследовательская мерзлотная станция (ВНИМС) создана в апреле 1936 года. Первыми сотрудниками были: В. К. Яновский — начальник станции, Л. А. Братцев — зам. начальника и главный инженер, В. А. Кудрявцев — начальник производственного сектора. Общий штат станции составлял около 100 человек, из них приблизительно 40 % ИТР и административно-хозяйственный персонал, остальные рабочие — буровики мелкого ручного бурения, горняки или землекопы, слесари, плотники и прочие. Здание станции было возведено в пределах лагерной зоны Воркутинского рудника.
Первой задачей станции было проведение геологических изысканий по проектируемой Печорской железной дороге на конечном отрезке трассы. В 1937 году на правом берегу реки Воркута станцией была построена оранжерея для выяснения условий выращивания овощей в Заполярье (руководитель В. М. Савич).
В 1957 году ВНИМС реорганизована в Северное отделение ИНМЕРО. После ликвидации Института преобразована в Северное (Воркутинское) отделение НИИ оснований и подземных сооружений (НИИОСП) Госстроя СССР.
Якутская
В 1938 году была организована Якутская экспедиция Совета по изучению производительных сил АН СССР во главе с М. И. Сумгиным. В 1940 году экспедицию возглавил П. И. Мельников, на следующий год она была реорганизована в Якутскую научно-исследовательскую мерзлотную станцию (ЯНИМС) под его же началом. В 1948 году сотрудники ЯНИМС открыли Якутский артезианский бассейн. По инициативе станции в Якутске впервые стали возводить здания по методу сохранения мёрзлых грунтов в их основании, первым таким сооружением стала Якутская центральная электростанция. Написанная П. И. Мельниковым по результатам эксперимента кандидатская диссертация на тему «Мерзлотно-геологические условия возведения гражданских и промышленных зданий на территории Центральной Якутии по данным опытного строительства в районе г. Якутска» (1947 год) была отмечена специальной премией Президиума АН СССР.
В 1956 году станция реорганизована в Северо-Восточное отделение ИНМЕРО, в 1960 году отделение стало базой для создания Института мерзлотоведения СО АН.
Алданская
Алданская научно-исследовательская мерзлотная станция (АлНИМС) создана в 1953 году в пос. Чульман в связи с правительственным решением о промышленном освоении железных руд и каменных углей Алдано-Чульманского горнопромышленного района Южно-Якутского угольного бассейна. Первым начальником станции был В. М. Пономарёв. В 1960 году станция передана в Институт мерзлотоведения СО АН. Результаты работы сотрудников АлНИМС были обобщены С. М. Фотиевым в монографии «Подземные воды и мёрзлые породы Южно-Якутского угленосного бассейна» (1965 год).

## Конференции
- V Всесоюзная конференция по мерзлотоведению — 25-28 января 1936 года
- VI Всесоюзная конференция по мерзлотоведению — 31 января-4 февраля 1939 года
- VII Всесоюзное междуведомственное совещание по мерзлотоведению — 19-26 марта 1956 года[15]

## Публикации

### Периодические издания
Труды Института мерзлотоведения им. В. А. Обручева АН СССР, тома:
- 1 — Жилищное и мелкопромышленное строительство в районах распространения вечной мерзлоты. 1946. 166 с.,
- 2 — Сборник статей по инженерному мерзлотоведению. № 1 / Отв. ред. Н. И. Салтыков. 1952. 127 с.
- 3 — Связанная вода почв и грунтов / П. И. Андрианов. 1946. 138 с.
- 4 — [уточнить]
- 5 — Электрометрия и ондометрия мерзлых толщ. 1947. 176 с.
- 6 — Проходка и крепление шахтных стволов в вечномерзлой толще Европейского Севера СССР: Посвящается памяти Михаила Ивановича Сунгина. 1944. 175 с.
- 7 — Вечная мерзлота различных районов СССР и Монголии / Отв. ред. В. А. Кудрявцев. 1950. 199 с.
- 8 — Вечная и сезонная мерзлота Забайкалья / Отв. ред. С. П. Качурин и А. М. Чекотилло. 1950. 250 с.
- 9 — Вечная мерзлота различных районов СССР / отв. ред. П. И. Колосков. 1952. 114 с.
- 10 — Вечная мерзлота районов бассейна реки Енисея / Отв. ред. П. Ф. Швецов. 1952. 147 с.
- 11 — секретное издание [уточнить]
- 12 — Статьи и материалы о вечной мерзлоте в СССР / Отв. ред. С. П. Качурин. 1953. 203 с.
- 13 — секретное издание [уточнить]
- 14 — Сборник статей по инженерному мерзлотоведению: [Посвящ. памяти М. М. Крылова] / Отв. ред. Н. И. Салтыков. 1958. 164 с.
- 15 — Региональные мерзлотно-геофизические исследования. 1959. 211 с.
- 16 — Сборник статей по общему мерзлотоведению / Отв. ред. А. И. Ефимов. 1960. 190 с.
- 17 — Очерки по региональной и исторической криологии. 1961. 107 с.
- 18 — Очерки региональной и исторической криологии / Отв. ред. С. П. Качурин. 1962. 108 с.
- 19 — Очерки региональной и исторической криологии: Зап. Сибирь и прилегающие к ней районы / Отв. ред. А. П. Тыртиков. 1962. 144 с.

Журнал «Мерзлотоведение»

### Книги
В 1940 году издано первое учебное пособие по геокриологии «Общее мерзлотоведение» (М. И. Сумгин, С. П. Качурин, Н. И. Толстихин, В. Ф. Тумель). В 1959 году Институт опубликовал капитальный 2-томный труд «Основы геокриологии (мерзлотоведения)», до сих пор являющийся настольной книгой для студентов и практиков.